# كرمن إيلونا
كرمن إيلونا (بالروسية: Кремень, Илона Эдуардовна) مواليد 18 يناير 1994 في مينسك، هي لاعبة كرة مضرب بيلاروسية وتحتل حالياً المرتبة 893 (1 فبراير 2016) في تصنيف رابطة محترفات كرة المضرب. أعلى تصنيف لها في الفردي كان 201. أعلى تصنيف لها في الزوجي كان 157.

## النهائيات

### الفردي (3–1)
| الحصيلة | الرقم | التاريخ        | الدورة            | الأرضية | المنافس           | النتيجة                 |
| ------- | ----- | -------------- | ----------------- | ------- | ----------------- | ----------------------- |
| الفوز   | 1.    | 1 أغسطس 2011   | فيينا، النمسا     | ترابية  | كاترينا كانكوفا   | 6–1, 6–1                |
| الفوز   | 2.    | 28 نوفمبر 2011 | أنطاليا، تركيا    | ترابية  | كسينيا ميليفسكايا | 7–6(8–6), 6–7(4–7), 6–1 |
| الفوز   | 3.    | 3 يونيو 2013   | أغري، تركيا       | سجاد    | آنا فيسيلينوفيتش  | 6–4, 6–4                |
| الوصافة | 1.    | 4 نوفمبر 2013  | أستانا، كازاخستان | صلبة    | ناديا كيتشينوك    | 3–6, 1–6                |

## روابط خارجية
- كرمن إيلونا على موقع رابطة محترفات التنس (الإنجليزية)
- كرمن إيلونا على موقع الاتحاد الدولي لكرة المضرب (الإنجليزية)
- كرمن إيلونا على موقع كأس بيلي جين كينغ (الإنجليزية)
- كرمن إيلونا على موقع خلاصة التنس.كوم (الإنجليزية)
- كرمن إيلونا على موقع إي إس بي إن.كوم (الإنجليزية)
- كرمن إيلونا على موقع أوليمبيديا (الإنجليزية)